# Rivière Madawaska (fleuve Saint-Jean)
Pour les articles homonymes, voir Rivière Madawaska.
La rivière Madawaska est  un cours d'eau du Canada, prenant sa source au Québec et se jette dans le fleuve Saint-Jean, au Nouveau-Brunswick.
Le cours de la rivière Madawaska est accessible au Québec, par la route 185 et au Nouveau-Brunswick par l'autoroute 2, lesquelles longent la rivière du côté sud-Ouest.

## Toponymie
Mot d'origine algonquienne, le sens de cet hydronyme reste inconnu. Depuis son origine, la graphie de cet hydronyme a évolué considérablement dans l'usage. Une trentaine de variantes de la graphie du toponyme ont été répertoriées au cours de l'histoire.
Paraphé en 1683, l'acte de concession de la seigneurie mentionne la rivière sous la graphie "Madoueska". La première mention de la forme Madawaska date de 1735. Il n'est point déraisonnable de croire que cette forme a dominé dans l'usage sous l'influence du cartographe Bouchette, lequel a été impliqué dès 1832 dans la cartographie de ce secteur.
Cet hydronyme du Bas-Saint-Laurent et du nord-ouest du Nouveau-Brunswick est réputé être d'origine malécite. En parallèle, ce toponyme désigne aussi la rivière Madawaska située dans le territoire naturel de la nation algonquine et qui se déverse dans la rivière Outaouais, du côté ontarien. En 1613, lors d'une expédition, l'explorateur Samuel de Champlain y avait rencontré les Matoüescarini.
Plusieurs significations de cet hydronyme ont été proposées par les chercheurs, notamment : terre du porc-épic, il y a du foin ou des hautes herbes à la confluence de la rivière, rivière qui ne gèle jamais, rivière cachée, rivière des prairies, eaux qui tombent, eaux troubles. Ainsi, les publications lexicographiques ne nous permettent pas d'attribuer de façon sûre le sens d'origine de cet hydronyme.
Le terme amérindien "matawa" signifie confluent, jonction de cours d'eau ; et le terme "ashka" (généralement utilisé comme suffixe) évoque la notion de vagues ou d'eaux agitées sur un cours ou une nappe d'eau. Cette hypothèse toponymique permettrait de retenir la signification de vagues au confluent des cours d'eau.
Néanmoins, d'autres toponymes comportant le même suffixe se traduisent par des sens différents. Généralement, les écrits proposant des traductions pour les toponymes Kamouraska, Yamaska et Arthabaska, leur attribuent la signification de foin, d'herbe. En somme, il n'est pas déraisonnable de traduire cette signification de Madawaska par la présence d'herbes au confluent des cours d'eau.
Le toponyme « rivière Madawaska » a été officialisé le 5 décembre 1968 à la Commission de toponymie du Québec.

## Géographie

### Hydrologie

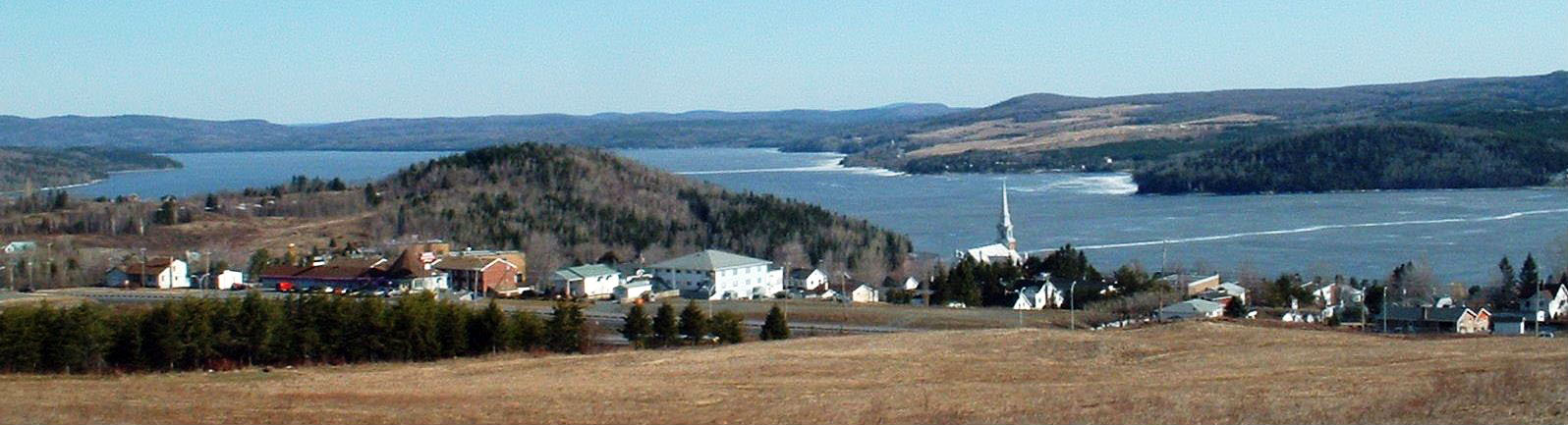
La rivière prend sa source dans le lac Témiscouata.

La rivière Madawaska prend sa source dans le lac Témiscouata, à environ 150 mètres d'altitude. La rivière suit un cours sinueux orienté généralement vers le sud-est. La rivière traverse successivement Dégelis, au Québec, puis la paroisse de Saint-Jacques et Edmundston, dans le comté de Madawaska, au Nouveau-Brunswick. La rivière se jette en rive gauche du fleuve Saint-Jean dans le centre-ville d'Edmundston et face à la ville américaine de Madawaska.
La rivière Madawaska, coule sur environ 38 km généralement vers le sud-est :
Cours supérieur de la rivière (au Québec)
À partir du barrage à l'embouchure du lac Témiscouata, la rivière Madawaska, coule :
- vers le sud en formant un grand S, en passant du côté est du "Mont Sainte-Anne", jusqu'au pont de la 7e rue Est à Dégelis ;
- vers le sud-est, en contournant l'île Beaupré et en passant au sud-ouest d'une montagne, jusqu'à la confluence de la rivière aux Bouleaux (rivière Madawaska) (venant du nord) ;
- vers le sud-est, en formant un détour vers le nord, puis en recueillant les eaux du ruisseau Griffin (venant du sud-ouest), jusqu'à la confluence du ruisseau Languedoc (venant du nord) ;
- vers le sud-est, en passant au nord-est de l'aéroport d'Edmunston, jusqu'à la frontière entre le Québec et le Nouveau-Brunswick. Note : Une zone de marais (côté sud-ouest de la rivière) longe la fin de ce segment sur 2,9 km.

Cours inférieur de la rivière (au Nouveau-Brunswick)
À partir de la frontière entre le Québec et le Nouveau-Brunswick, la rivière Madawaska coule sur :
- vers le sud-est en longeant une zone de marais (située sur la rive nord-Est), jusqu'au ruisseau Island Brook (venant du nord-est) ;
- vers le sud-est en longeant une zone de marais (située sur la rive nord-Est), en contournant quatre petites îles et en passant devant le "Parc provincial Les Jardins" (situé sur la rive sud-Est), jusqu'au pont du village de paroisse de Saint-Jacques ;
- vers le sud-est, en traversant le village de la paroisse de Saint-Jacques (Nouveau-Brunswick) et passant à l'est du mont Farlagne, jusqu'au pont ferroviaire du Canadien National ;
- vers le sud-est, en passant sous un pont routier, jusqu'à sa confluence[2].

## Activités et aménagements

### Barrages

#### Barrage du lac Témiscouata
La rivière commence en fait son cours au pied du barrage du lac Témiscouata. Ce barrage, érigé en 1930 par la St. John River Storage Company, a été acquis par Hydro-Québec lors de la nationalisation de l'électricité en 1963. Il a été complètement reconstruit entre 1993 et 1994. 
La construction de ce barrage a eu pour effet de hausser le niveau du lac d’une soixantaine de centimètres au-dessus du niveau habituel des hautes eaux, fixé à 148,13 m, pour atteindre le niveau de 148,74 m. Le barrage permet donc d’emmagasiner de 125 millions de mètres cubes d’eau supplémentaires dans le lac Témiscouata, soit moins de 6 % du volume d’eau naturellement contenu dans le lac. Une autre conséquence du rehaussement du lac Témiscouata est la jeunesse relative des rivages qui limite le nombre des plages naturelles et leur potentiel pour la récréation.